# Свияжск
Свияжск (на татарски: Зөя) е остров-село (бивш град) в Зеленодолски район, Автономна република Татарстан, Русия.

## География
Разположено е при вливането на река Свияга във Волга на едноименен остров. Той е образуван от най-високата част на тогавашното селище, останала над водата след напълването на Куйбишевското водохранилище през 1957 г.
През 2008 г. е открита дига с автомобилен път, обединявайки Свияжск с островите Татарская Грива и свързвайки ги чрез мост с левия бряг на р. Свияга. От май 2011 г. Свияжск отново се оказва на остров – транспортната дига е разсечена от канал, а над него е построен мост.
Жителите на селото, останали без домове след наводняването им, се изселват. Населението му е 258 души през 2000 година.

## История
Селището е основано като град-крепост, издигнат за 4 седмици от дървени части, изработени в Углич, от първия руски цар Иван IV (Грозни) на 24 май 1551 г. Става база за успешната обсада и превземане на Казан през 1552 г. По онова време крепостта по отбранявана територия е превъзхождала кремълите на Новгород, Псков и даже Москва.
Става административен център на Свияжката провинция на Казанската губерния (1719).
През 1928 г. в помещения на Успенския манастир е открита детска трудова комуна, преобразувана (1936) в трудово-изправителна колония, разчетена първоначално за 200 осъдени. В нея загиват 5 хил. осъдени в периода от 1937 до 1948 г. Функционирала е и психиатрическа лечебница от 1953 до 1994 г.
Градът е преобразуван в село с постановление на ВЦИК от 1 февруари 1932 г.

## Култура
Свияжск е сред най-популярните туристически обекти в Татарстан, разполагайки с цял комплекс от забележителности:
- Успенски мъжки манастир
  - Успенски събор (1556-1561)
  - камбанария на Николската църква (1556)
- Йоанно-Предтеченски манастир
  - Събор на Божията майка на всички скърбящи от радост (1898-1906)
  - Сергиевска църква (край на XVI – начало на XVII век)
- Троице-Сергиевски манастир (недействащ)
  - дървена Троицка църква (1551)
  - църква „Константин и Елена“ (XVI – XVIII в.)
- Макариевски манастир – на другия бряг на Волга
- Паметник на жертвите на политически репресии

Действа Историко-архитектурен и художествен музей „Остров-град Свияжск“.
Територията на Свияжск от 1998 г. е кандидат за включване в списъка на световното наследство на ЮНЕСКО. Планира се създаване в Свияжск на музей-резерват с федерално значение.
В чест на Свияжск през 2010 г. е наименуван главният кораб „Град Свияжск“ от серията малки ракетни кораби по проекта 21631, строящи се в Зеленодолския корабостроителен завод.